# Werner Hollwich

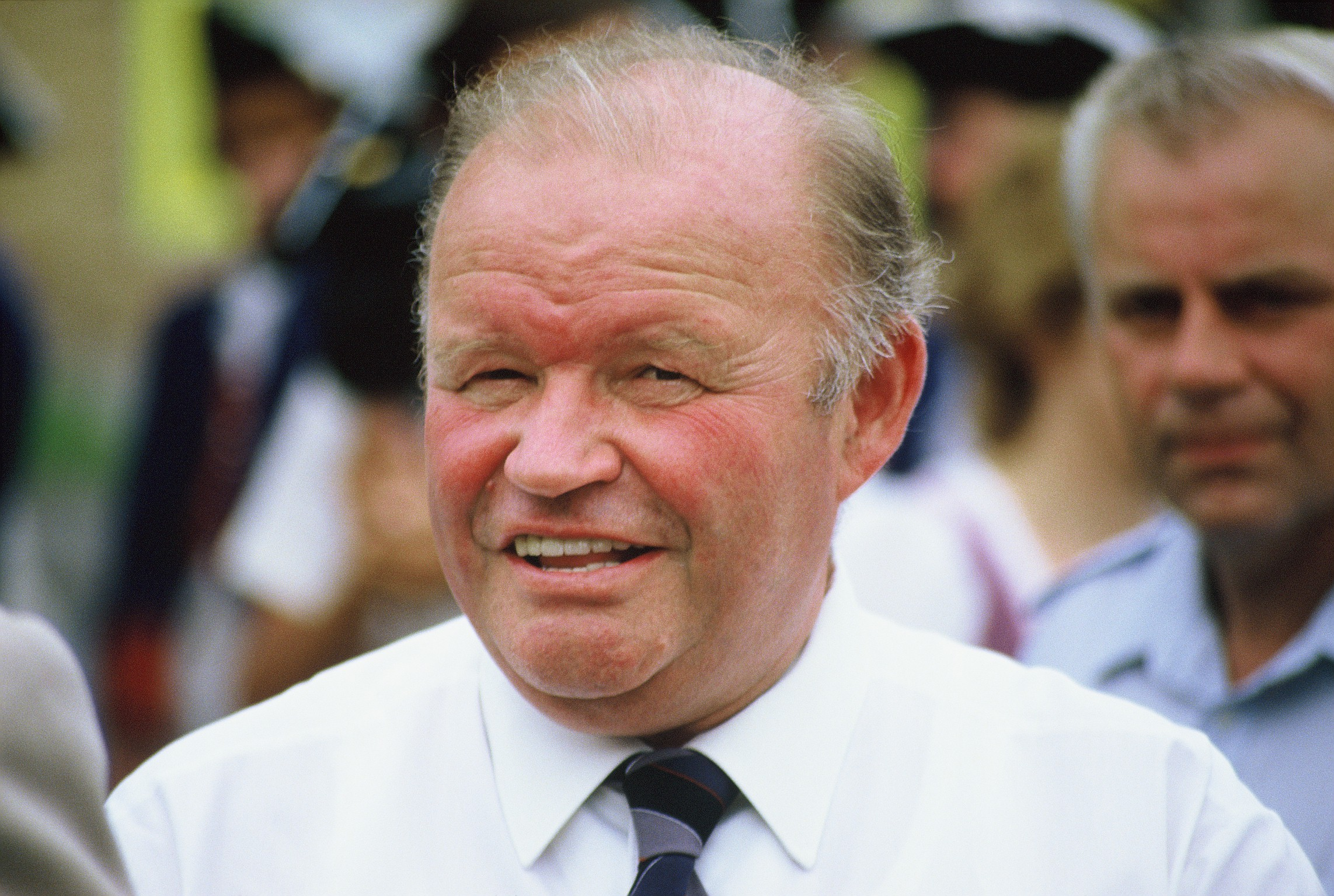
Werner Hollwich Anfang der Achtziger Jahre

Werner Hollwich (* 29. April 1929 in Schweinfurt; † 30. Dezember 2013) war ein deutscher Politiker (SPD).

## Leben und Wirken

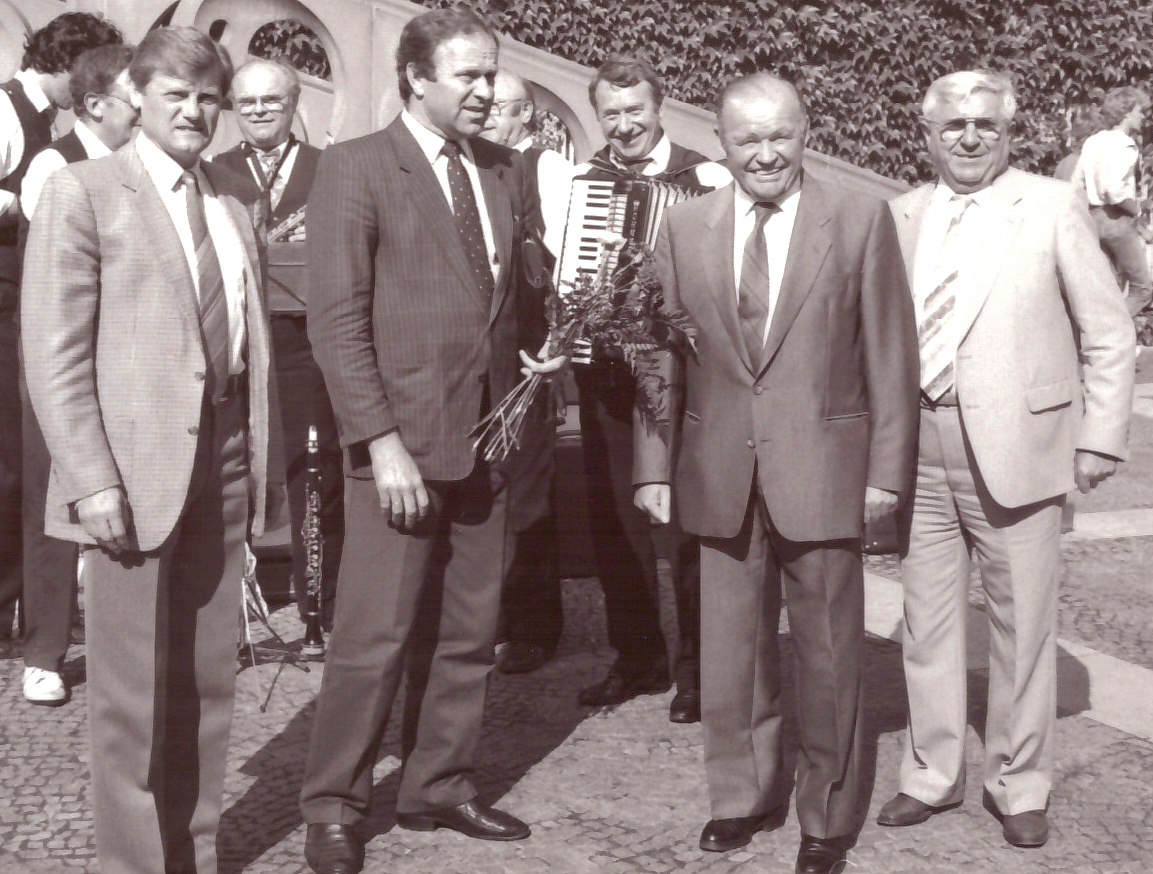
Werner Hollwich bei einer Kundgebung gegen die Nutzung der Kernenergie in Schweinfurt Mitte der 1980er Jahre: (v. l.) Rudolf Müller, Hans Schuierer, Werner Hollwich, Herbert Müller

Hollwich besuchte die Volksschule in Bergrheinfeld bei Schweinfurt und danach die Lehrerbildungsanstalt Würzburg. Nach Kriegsende machte er die Lehre als Maurer mit Gesellenprüfung und war als Facharbeiter in Schweinfurt, Bergrheinfeld und Frankfurt am Main tätig. Er war Geschäftsführer des Bezirksverbands Schweinfurt der IG Bau-Steine-Erden sowie Mitglied des Landesvorstands Bayern und Beiratsmitglied auf Bundesebene. Ab 1953 war er in der Selbstverwaltung der Sozialversicherung tätig, zunächst als Vorstandsmitglied und ab 1963 als Vorsitzender der Vertreterversammlung der AOK Schweinfurt. Von 1958 bis 1979 war er Mitglied des Verwaltungsausschusses des Arbeitsamts Schweinfurt.
Von 1961 bis 1978 war Hollwich Mitglied des Schweinfurter Stadtrats, wo er ab 1972 stellvertretender Vorsitzender der SPD-Fraktion war. Von 1978 bis 1994 war er Mitglied des Bayerischen Landtags.

## Belege
1. ↑  Traueranzeige Werner Hollwich (Memento vom 4. Januar 2014 im Internet Archive), abgerufen am 4. Januar 2014

| Personendaten    | Personendaten                  |
| ---------------- | ------------------------------ |
| NAME             | Hollwich, Werner               |
| KURZBESCHREIBUNG | deutscher Politiker (SPD), MdL |
| GEBURTSDATUM     | 29. April 1929                 |
| GEBURTSORT       | Schweinfurt                    |
| STERBEDATUM      | 30. Dezember 2013              |